# Congregación de las Hermanas de Santa Marta de Perigueux
La Congregación de las Hermanas de Santa Marta de Perigueux fue una congregación católica constituida sobre la base de la figura de Marta de Betania.

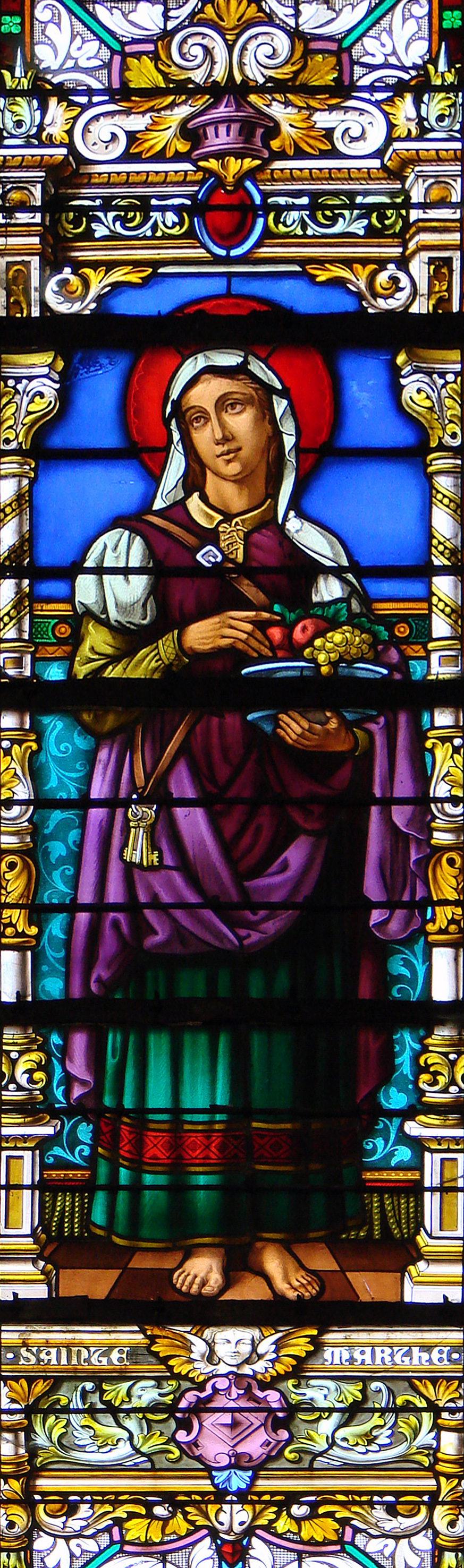
Vitral de Santa Marta en la iglesia de la abadía de San Miguel

## Historia
En 1785 nació, en Francia, María Filipina Du Vivier, en el seno de una familia noble. Creció entre el caos de la Revolución Francesa, que prolongó durante años la persecución y muerte de los fieles cristianos.
En 1815, esta joven consagrada a ayudar a los pobres y enseñarles el catecismo, decidió darle a su obra un carácter estable que prolongara su Espíritu. Así, resolvió dedicar su trabajo como un "monumento de amor al Santo Nombre de Jesús". Aunque su propósito inicial fue bautizar de ese modo su obra, se abstuvo, porque pensó que muchas veces se pronunciaría de manera desigual. Buscó entre las personas más queridas del Evangelio el nombre de una mujer que hubiera amado a Cristo y que le hubiera brindado hospitalidad, que hubiera hecho de su casa un lugar para la paz. Eligió así el nombre de Marta.
Por eso el nombre de la institución está provisto de un significado especial. A través de éste, su Fundadora, María Filipina, traza un programa a religiosas consagradas y laicos: Hacer de la congregación una Betania donde el amor y el servicio broten con espontaneidad.
Entre 2013 y 2014 fue absorbida por la Congregación de las Hermanas de la Caridad de Santa Juana Antida Thouret.

## Santa Marta
Marta de Betania vivió antes de la fundación de la Iglesia católica, y, por lo tanto, antes de que el sistema de canonización fuera establecido. Nunca fue canonizada, pero, aun así, la Iglesia la reconoce como verdadera santa. Es patrona de cocineras, sirvientas, amas de casa, hoteleros, casas de huéspedes, lavanderas, de las hermanas de la caridad, del hogar. Todas son asociadas con su papel en las historias de la Biblia, donde se la muestra como una mujer servicial, atenta y acogedora.
Santa Marta de Betania también es la patrona de muchas ciudades entre ellas están:
- Villajoyosa: donde se celebran las Fiestas de Moros y Cristianos en honor a Santa Marta del 24 al 31 de julio.
- Santa Marta: nombrada en honor a la Santa, por haber sido descubierta el día de su fiesta, el 29 de julio.
- Tarascon: Donde según cuenta la leyenda Santa Marta derrotó a la Tarasca, un dragón que amenazaba a la ciudad.
- Martos (Jaén): Donde es considerada la patrona de la Ciudad

También se han elevado iglesias en honor a ella entre ellas están:
- Catedral Basílica de Santa Marta
- Casa de Santa Marta
- Iglesia Sainte-Marthe
- Real Iglesia de Santa Marta de Martos
- Iglesia de Santa Marta (Bogotá)

### Marta en la Biblia
Marta es mencionada solamente en dos evangelios: el de Lucas (Lc 10:38-42), y el de Juan (Jn 11:1-5). 
Según el evangelio de Juan, los hermanos Marta, María y Lázaro vivían en la aldea de Betania, cerca de Jerusalén. En el evangelio de Lucas, sin embargo, parece indicarse que hubieran vivido, por un tiempo por lo menos, en Galilea. Lucas no menciona en nombre de la aldea (tal vez pudo haber sido Magdala, lo que avalaría la identificación hecha posteriormente entre María de Betania y María Magdalena.
Hay muchas semejanzas entre la imagen de Marta en uno y otro evangelio. La familiaridad de las conversaciones entre Jesús y la humilde familia que Lucas describe, es la misma que Juan. Marta sirve con frecuencia a Jesús (Jn 11:5, Lc 10:40). En el evangelio de Juan afirma que Jesús es el Cristo y el Hijo de Dios: "Ella contestó: -Sí, Señor; yo he creído que tú eres el Cristo, el Hijo de Dios, que has venido al mundo" (Jn 11:27).

## Ubicación de la Congregación (por país)
- Datos: Q5783060